# Sadia
Sadia S.A. (с порт. — «здоровый») — одна из крупнейших пищевых компаний Бразилии.
Основана в 1944 году Аттилио Фонтаной, чьи потомки сохраняют крупный пакет акций компании.

## Деятельность
Sadia — лидер бразильского рынка мясных и замороженных продуктов (а также один из мировых лидеров на этом рынке). На экспорт в страны Азии, Европы и Ближнего Востока приходится более половины объёма продаж. На 2006 у компании имелось 12 пищевых заводов на территории Бразилии.
Выручка в 2005 году составила $3,1 млрд, чистая прибыль — $258,2 млн.

### Sadia в России
1 декабря 2007 года Sadia и российская компания «Мираторг» открыли СП по производству полуфабрикатов (завод «Конкордия») в Калининграде; позднее предприятие было выкуплено российской стороной.